# ألان دوان
ألان دوان (بالإنجليزية: Allan Dwan)‏ هو كاتب سيناريو ومنتج أفلام ومخرج كندي وأمريكي، ولد في 3 أبريل 1885 في تورونتو في كندا، وتوفي في 28 ديسمبر 1981 في Los Angeles, La Salle County, Texas ‏ في الولايات المتحدة بسبب نوبة قلبية.

## وصلات خارجية
- ألان دوان على موقع IMDb (الإنجليزية)
- ألان دوان على موقع الموسوعة البريطانية (الإنجليزية)
- ألان دوان على موقع روتن توميتوز (الإنجليزية)
- ألان دوان على موقع ألو سيني (الفرنسية)
- ألان دوان على موقع تيرنر كلاسيك موفيز (الإنجليزية)
- ألان دوان على موقع أول موفي (الإنجليزية)
- ألان دوان على موقع قاعدة بيانات الأفلام السويدية (السويدية)
- ألان دوان على موقع إن إن دي بي (الإنجليزية)
- ألان دوان على موقع قاعدة بيانات الفيلم (الإنجليزية)
- ألان دوان على موقع كينوبويسك (الروسية)